# 納谷健
納谷 健（なや たける、1995年〈平成7年〉8月7日 - ）は、日本の俳優。大阪府出身。ワタナベエンターテインメント関西事業部所属。劇団Patch4期生。

## 略歴
小学校の高学年で父親の後押しにより、オーディションを受けるようになる。
大阪府立東住吉高等学校（芸能文化科）出身で、非常勤講師の寺田夢酔（脚本家・演出家）から指導を受けた。
大阪エンタテインメントデザイン専門学校（タレント学科1期生）卒業後、関西の小劇場にて役者として活動する。
2015年（平成27年）、「第4回劇団Patchオーディション」で準グランプリ受賞し、4期生として入団。
2016年、舞台『刀剣乱舞』の小夜左文字役でデビュー。
2018年、舞台『七つの大罪 The STAGE』で主役、メリオダス役に抜擢。

## 人物
大阪府松原市出身。
特技：テコンドー初段(歴13年)、ダンス、アクロバット、殺陣、テコンドーについては12歳で全日本Jr.大会で準優勝の実績がある。劇団Patchに入った当初Xに投稿していた伎の動画がきっかけに小夜左文字役に繋がっている。ルービックキューブも得意でinstagramの動画では42秒を記録している。
趣味趣向：絵を描くこと、漫画、料理を日頃からしており唐揚げ、ガパオライス、キーマカレー、ハンバーグなど自炊をしている。カラオケも好きで十八番はシングルベッド、Let go～meison de m-flo、 あったかいんだからぁ♪など。好きな色は白、黒、青。本音はパールブルー、ビリジアンであること、また、好きな数字：2、1、7、4。本音は127であることを個人定期イベント『語(笑)-かたわら-』にて公表している。イベント名の由来は傍らで脇役のような距離感でありつつ誰が何を語るんだという意味でつけられている。

## 出演

### 舞台

#### 劇団Patch関連公演
- 劇団Patch4期生お披露目公演 Patchstage EX『Four Contacts』（2016年2月20日・21日、HEP HALL） - タケル 役[3]
- Patch stage vol.9 『磯部磯兵衛物語〜浮世はつらいよ〜天晴版〜』 （2016年10月20日 - 25日、ABCホール） - 中島襄 役[12]
- アキナとPatch vol.3『Patchがアキナ達とコント〜THE LOVE〜』（2017年2月18日、道頓堀ZAZA）
- Patch stage vol.10『羽生蓮太郎』（2017年4月22日、in→dependent theatre 2nd） - 蛍原康 役[13]※日替わりキャスト
- Patch stage vol.11『JOURNEY-浪花忍法帖-』（2017年9月29日 - 10月8日、in→dependent theatre 2nd / 10月20日 - 22日、新宿シアターモリエール） - 主演・恵比三 役、弁済 役[14]※松井勇歩とのWキャスト。
- 平成29年度演劇鑑賞会 劇団Patch特別公演『大阪ドンキホーテ 〜スーパースター Patch ver.〜』（2018年3月23日・24日、大阪市中央公会堂） - ブッチャー 役
- Patch stage vol.12『ボクのシューカツ。』（2018年10月31日 - 11月4日、HEP HALL / 11月15日 - 17日、銀座・博品館劇場） - 井筒 役
- Patch × TRUMP series 10th Anniversary『SPECTER』（2019年3月29日 - 31日、森ノ宮ピロティホール / 4月19日 - 21日、本多劇場） - サトクリフ 役
- Patch stage vol.13『カーニバル！カーニバル！カーニバル！カーニバル！カーニバル！カーニバル！カーニバル！カーニバル！カーニバル！カーニバル！カーニバル！カーニバル！カーニバル！』（2019年10月31日 - 11月3日、シアターサンモール / 11月6日 - 10日、ABCホール） -  ブルータス 役※日替わりキャスト
- カンテレ×劇団Patchプロジェクト 音楽朗読劇『マインド・リマインド～I am…～』（2020年12月 - 2021年1月）- 日替わりキャスト出演　僕・医師・弟 役[15]

#### 外部公演
- 舞台『刀剣乱舞』シリーズ - 小夜左文字 役
  - 〜虚伝 燃ゆる本能寺〜（2016年5月3日 - 14日、シアター1010 / 5月17日 - 20日、メルパルク大阪）[16][17]
  - 〜虚伝 燃ゆる本能寺〜再演（2016年12月15日 - 30日、天王洲 銀河劇場 / 2017年1月7日・8日、アルモニーサンク北九州ソレイユホール / 1月12日 - 17日 、大阪メルパルクホール）[18]
  - 義伝 暁の独眼竜（2017年6月1日 - 25日、天王洲 銀河劇場 / 6月29日 - 7月2日、京都劇場 / 7月13日・14日、福岡サンパレス ホテル&ホール）[19]
  - 外伝 此の夜らの小田原（2017年11月23日、小田原城）
  - ジョ伝 三つら星刀語り（2017年12月15日 - 27日、TOKYO DOME CITY HALL / 12月21日 - 24日、大阪メルパルクホール / 12月28日・29日、福岡サンパレス ホテル&ホール）[20][21]
  - 慈伝 日日の葉よ散るらむ（2019年6月14日 - 23日、品川プリンスホテル ステラボール） - 会場替わりゲスト
  - 舞台『刀剣乱舞』七周年感謝祭 -夢語刀宴會-（ゆめがたりかたなのうたげ）（2023年8月4日 - 6日、幕張メッセ 幕張イベントホール）

- 舞台『大正浪漫探偵譚〜君影草の設計書』（2016年7月6日 - 10日、東京芸術劇場 シアターウエスト） - 猿飛太 役[22]
- 舞台『ホイッスル!BREAK THROUGH　-壁を突き破れ-』（2016年8月31日 - 9月8日、シアター1010） - 古賀良彦 役[23]
- ミュージカル 『薄桜鬼』 シリーズ - 斎藤一 役
  - 原田左之助編（2017年4月14日 - 16日、梅田芸術劇場 シアタードラマシティ / 4月26日 - 30日、AiiA 2.5 Theater Tokyo)[24]
  - 志譚 土方歳三 篇（2018年4月21日 - 23日、新神戸オリエンタル劇場 / 4月28日 - 5月1日、明治座） 役[25]
- 三越劇場PRESENTS 朗読舞台『逢いたくて』（2017年7月16日、三越劇場）[26]
- 舞台『煉獄に笑う』（2017年8月24日 - 9月3日、サンシャイン劇場 / 9月9日・10日、森ノ宮ピロティホール） - 百地一波 役[27]
- 極上文學 第12弾『風の又三郎・よだかの星』（2018年3月8日 - 13日、紀伊國屋ホール）- 読み師　※深澤大河とWキャスト[28]
- 舞台『おおきく振りかぶって』（2018年2月2日 - 12日、サンシャイン劇場） -  田島悠一郎 役[29]
- おん・すてーじ『真夜中の弥次さん喜多さん』三重（2018年6月22日、東京ドームシティ シアターGロッソ） - 日替わりゲスト出演[30]
- 舞台『七つの大罪 The STAGE』（2018年8月3日 - 12日、天王洲 銀河劇場 / 8月18日 - 20日、シアター・ドラマシティ） - 主演・メリオダス 役[8]
- 『DIVE!!』The STAGE!!（2018年9月20日 - 30日、シアター1010 / 10月6日・7日、森ノ宮ピロティホール） - 主演・坂井知季 役[31]
- 梅棒9th"RE"ATTACK『超ピカイチ！』（2018年12月15日 - 29日、東京グローブ座 / 2019年1月5日・6日、森ノ宮ピロティホール / 1月9日 - 10日、アートピアホール） - マサチューセッツ翼 役[32]
- バレンタインデーの夜に -文豪・川端康成の初恋- （2019年2月14日、茨木市立生涯学習センター　きらめきホール）[33]
- THE PLAN9 芝居座～其の参～「無人島に何か一つ持ってくとしたら、何持ってく？」（2019年2月21日 - 24日、近鉄アート館 / 4月27日 - 28日、下北沢 小劇場B1）[34]
- 少年社中20周年記念ファイナル『天守物語』（2019年8月2日 - 12日、紀伊國屋ホール / 8月16日 - 18日、近鉄アート館）[35]
- 久馬君と石田君の演 第3回公演『生前葬（so）ng♪』（2019年8月21日 - 25日） - Wキャスト出演[36]
- エン＊ゲキ#04『絶唱サロメ』（2019年10月5日 - 13日、紀伊國屋ホール / 10月26日・27日、サンケイホールブリーゼ） - ナラボート 役[37]
- 朗読劇『寄席から始まる恋噺』（2019年11月3日） - 二宮秀 役[38]
- 音楽劇『ロード・エルメロイII世の事件簿 -case.剥離城アドラ-』（2019年12月15日 - 2020年1月19日、千葉県 / 東京都 / 大阪府 / 福岡県 / 東京都 5公演） - フラット・エスカルドス 役[39]
- 舞台『十二夜』（2020年3月） - オリヴィア 役[40]
- 舞台『バクステ！3rd stage.』～舞台裏にも「スタッフ」という演劇人がいる。～ （2020年7月29日 - 8月10日、赤坂RED/THEATER）- 主演・制作助手 上坂登 役[41]
- 久馬君と石田君の演『Thinking in the Brain〜脳で話せば〜』（2020年9月10日、無観客有料配信）[42]
- STAGE GATE VR シアター vol.2『Equal-イコール-』（2020年10月3日・6日・11日、DDD青山クロスシアター）- 日替わりキャスト出演 E[43]
- Reading Drama『5 years after』ファイブ・イヤーズ・アフター 〜20歳、25歳、30歳、それぞれの5年後に描いた夢とは？〜（2020年11月1日 - 15日、赤坂RED/THEATER）- 水川啓人 役、他、全60役[44]
- Reading Drama『5 years after』ver.4～N-S-N～（2021年2月2日・3日、北國新聞赤羽ホール）- 水川啓人 役、他 全60役[45]
- WATARoom 2021『VIVID CONTACT』シリーズ 第2弾『VIVID CONTACT -re:born-』（2021年2月24日 - 28日、ザ・ポケット）- 吉岡 役[46]
- 舞台『火の顔』（2021年3月25日 - 29日、吉祥寺シアター）- パウル役[47]
- FAKE MOTION THE SUPER STAGE (2021年4月24日 品川プリンスホテル ステラボール) 日替わりゲスト
- 舞台 タンブリング2021（2021年6月11日 COOL JAPAN PARK OSAKA WWホール、2021年6月17日 - 6月24日 TBS赤坂ACTシアター) 岩崎達寛 役
- 朗読劇 青空 (2021年 6月27日 俳優座劇場 ) 日替わり出演
- フォーティンブラス(2021年8月19日 - 8月29日 )
- ライブ・スペクタクル『NARUTO-ナルト-』 - 我愛羅 役
  - 〜うずまきナルト物語〜（2021年12月4日 - 13日、日本青年館ホール / 12月25日 - 2022年1月2日、メルパルクホール大阪）
  - ～忍界大戦、開戦～（2022年9月17日 - 25日、天王洲 銀河劇場 / 10月1日 - 10日、神戸文化ホール 中ホール / 10月15日 - 22日、天王洲 銀河劇場）[48][49]
  - 〜忍の生きる道〜（2023年10月8日 - 10月11日 KAAT 神奈川芸術劇場 / 10月18日 - 10月22日 AiiA 2.5 Theater Kobe / 10月28日 - 11月5日 TOKYO DOME CITY HALL）
- 演劇の毛利さん －The Entertainment Theater Vol.1 リーディングシアター「桜の森の満開の下」（2022年1月10日、サンシャイン劇場）[50]
- 毒薬と老嬢 (2022年3月16日 - 3月20日 新橋演舞場 、4月16日 - 4月24日 大阪松竹座 ) - モーティマー役[51]
- バンクパック（2022年6月7日 - 13日、紀伊國屋サザンシアター TAKASHIMAYA）[52] - 翔太 役
- お月さまへようこそ（2022年7月28日 - 31日、パルテノン多摩 大ホール）[53]
- 舞台『イヴの時間』（2022年12月23日 - 29日、博品館劇場） - ハザマ 役[54]
- 悪い芝居vol.30めもりある 逃避奇行クラブ（2023年1月29日 - 2月5日、本多劇場）- アク 役
- セトウツミ（2023年5月27日 - 6月4日、東京芸術劇場、プレイハウス / 6月9日 - 11日、梅田芸術劇場シアター・ドラマシティ / 6月13日、日本特殊陶業市民会館ビレッジホール）- 田中真二 役
- AOI.pro 混頓vol.2 (2023年12月15日 - 17日 シアターマーキュリー)
- 山尾企画presents メルパルクホール大阪サヨナラ公演『メクルメク』「銀河鉄道とさいごの夜」（2023年12月28日、メルパルクホール大阪）
- 少年社中 25周年記念ファイナル 第42回公演【テンペスト】(2024年1月26日 梅田芸術劇場シアター・ドラマシティ 日替わりゲスト)
- TAAC かわりのない (2024年2月7日 - 12日 新宿シアタートップス) - 根本岳 役
- "名作に触れる"シリーズ 第1回『江戸川乱歩 短編集』（2024年3月16日、ザムザ阿佐谷 日替わりゲスト）[55]
- 朗読劇「夢から醒めない夢を見よ」（2024年4月7日 シアターサンモール）- とある男 役
- リーディングシアター『シャーロック・ホームズシリーズ』 『緋色の研究』(2024年5月12日 サンシャイン劇場 )
- 舞台「ヒストリーボーイズ」 (2024年7月20日 - 7月28日 あうるすぽっと) - アクタール 役
- 甦夢THEATRE「黄金仮面ーmasque doréー」(2024年10月11日 - 10月20日 天王洲 銀河劇場) -  坂口大吾 役[56]
- 少年社中 第43回公演 すいせいむし（2024年11月15日 -11月24日 紀伊国屋ホール、11月28日 - 12月1日 近鉄アート館） - カモメ 役[57]
- 音楽朗読劇「ひまわりの歌〜ヘブンズ・レコードからの景色〜」（2025年1月17日 - 26日、神戸朝日ホール / 1月30日 - 2月8日、有楽町朝日ホール）[58]
- 舞台『クレイジーレイン』（2025年3月5日 - 3月9日、新宿シアタートップス）- 井口役 [59]
- 毒薬と老嬢 (2025年3月27日 - 4月4日 三越劇場)  -モーティマー役[60]
- ソフトボイルド 舞台『ツミビト〜7つと1つの大罪〜』 (2025年4月23日 - 27日 CBGKシブゲキ!! )[61] -ソーマ役
- この先10年プロジェクト第2弾 舞台『あのころの僕、これからの俺〜タイムスリップ1970〜』(2025年6月12日 - 6月15日  扇町ミュージアムキューブ CUBE01)
- Nana Produce Vol.23「ラストシーンを探して」(2025年7月17日 - 7月24日 中野ザ・ポケット )
- 『不条理な人々』(2025年8月5日 - 8月11日、テアトルBONBON)
- 舞台「忘却バッテリー」（2025年10月10日 - 19日〈予定〉、天王洲 銀河劇場 / 10月25日・26日〈予定〉、COOL JAPAN PARK OSAKA WWホール） - 山田太郎 役[62]
- 劇団壱劇屋東京支部｢Babel(仮題)｣(2025年12月12日 - 12月21日、CBGKシブゲキ!!)

### リモート演劇・オンライン演劇・その他
- 劇団Patch“Zoom生演劇”『ロックダウンスパイ』第3話（2020年6月12日 - 14日、Match-ing!公式サイト）- パリピ先輩 役[63]
- ワタナベエンターテインメント  第3回『俳優落語』（2020年12月21日）[64]
- ワタナベエンターテインメント 『俳優落語　新年会2021』（2021年1月23日）[65]

### 映画
- 映画刀剣乱舞-継承-（2019年1月18日公開、東宝映像事業部） - 小夜左文字 役（特別出演）
- 映画『雪風 YUKIKAZE』- (2025年8月15日公開、ソニー・ピクチャーズ エンタテインメント) -電探員 宮本長一郎 役

### テレビドラマ
- 猪又進と8人の喪女〜私の初めてもらってください〜（2019年10月 - 、関西テレビ / 2020年1月 - 、BSフジ） - 京橋正樹 役[66]
- 忘恋剤（2023年3月30日、NHK総合）
- unknown (2023年4月18日-6月13日 テレビ朝日 2話、3話、5話出演) - 大五郎の仲間 役
- スナック女子にハイボールを 第1話（2024年4月5日、中京テレビ） - ナンパ男 役[67]
- 社内処刑人〜彼女は敵を消していく〜 (2024年4月19日 - 6月21日、関西テレビ放送 ) - 青田正義 役

### 配信番組
- 僕たちのシェアハウス2.5号室 レギュラー出演（2022年3月31日 - 2023年3月31日）[68]

### ラジオ
- たけるのがんばらんど（2017年4月1日 - 6月30日、Rakuten Crimson FM） - パーソナリティー

### イベント
- アニメイトO.N.SQUARE店　1時間店長（2017年8月3日、アニメイトO.N.SQUARE店）
- 劇団ジャングルEX第2幕　納谷健さん・松村優さん（2018年5月27日、in→dependent theatre 2nd / 6月2日、全電通労働会館）
- 劇団ジャングル第18幕　納谷健さん・木津つばささん（2019年1月13日、in→dependent theatre 2nd）
- 「納谷健初単独イベント～そろそろソロで…。～」（2019年5月19日、表参道GROUND）
- 「1stDVD先行販売イベント」(2019年8月31日、快・決いい会議室 ホールA)
- TAKERU NAYA THE FIRST BIRTHDAY PARTY （2022年8月7日、YMCAアジア青少年センター スペースYホール）
- あくたーずりーぐ 納谷健のお絵描き屋さん (2023年11月18日-19日、よみうりランド HANA・BIYORI 聖なる森エリア)
- ソロイベント『語(笑)-かたわら-』　
  - 『語(笑)-かたわら-』第1回-納谷健-（2024年7月4日、S.H.P.OTOWA FAB STUDIO）[69]
  - 『語(笑)-かたわら-』~納谷健Birthday~（2024年8月3日、S.H.P.OTOWA FAB STUDIO）[10]
  - 『語(笑)-かたわら-』第3回-納谷健-（2024年10月27日、S.H.P.OTOWA FAB STUDIO）[70]
  - 『語(笑)-かたわら-』第4回-納谷健-（2024年12月8日、S.H.P.OTOWA FAB STUDIO）
  - 『語(笑)-かたわら-』第5回 ウタカタワラ（2025年4月13日、S.H.P.OTOWA FAB STUDIO）
  - 『大語(笑)-おおかたわら-』第6回（2025年08月11日、梅田ライラックホール）
- 初カレンダー発売記念お渡し会（2025年4月5日、S.H.P.OTOWA FAB STUDIO）

### 配信イベント
- 寄り歩き〜ひとえきぶん〜 (2024年2月22日)
- NATSLIVE
  - 納谷健 SPクッキング(2024年10月9日、観覧:NATSLIVE CAFE 表参道)
  - 「たけるのガブっと動物園」（2025年1月11日）
  - 「たけるのガブっと動物園」（2025年3月19日、観覧:NATSLIVE GALLERY 原宿）
  - 「たけるのガブっと動物園」（2025年5月22日、観覧:NATSLIVE GALLERY 原宿）

### DVD
- 納谷健 1st DVD『30030』（2019年9月3日、企画・発売元：株式会社スクロール）[71]

### 写真集
- 『納谷 健ファースト写真集　Take Me』（2018年11月9日、主婦と生活社、撮影：後藤倫人）[72]